# Katie Leigh
Katie Leigh (Carmel-by-the-Sea, 16 de dezembro de 1958) é uma dubladora estadunidense.

## Trabalhos

### Televisão
- The Adventures of The Little Prince
- Aladdin - Additional Voices
- Animália - Zoe, Fushia, Snipsy e Echo
- As Told By Ginger - Jr. Harris and Jr. Harris Jr.
- Darkwing Duck - Honker Pé-de-pato
- Dennis the Menace - Joey & Gina
- Dumbo's Circus - Dumbo
- Caverna do Dragão - Shelia the Thief
- Disney's Adventures of the Gummi Bears - Sunni Gummi
- The Mr. Men Show - Little Miss Chatterbox, Little Miss Daredevil and Little Miss Helpful
- Jim Henson's Muppet Babies - Baby Rowlf, Mrs. Mitchell and Captian of the Pittsburgh Pirates
- My Little Pony - Sundance e Fizzy
- Richie Rich - Richie
- Rugrats - Additional Voices
- Três Espiãs Demais - Alex (1ª e 2ª temporada)

### Filmes
- Barnyard - Mean Boy
- Babe, Pig in the City - Hungry Kitten
- Lorenzo's Oil - Lorenzo
- Indiana Jones and the Temple of Doom - Maharaja
- The Color Purple - Esther
- My Little Pony - Fizzy

### Rádio
- Adventures in Odyssey - Connie Kendall